# Lange Gasse 12 (Quedlinburg)

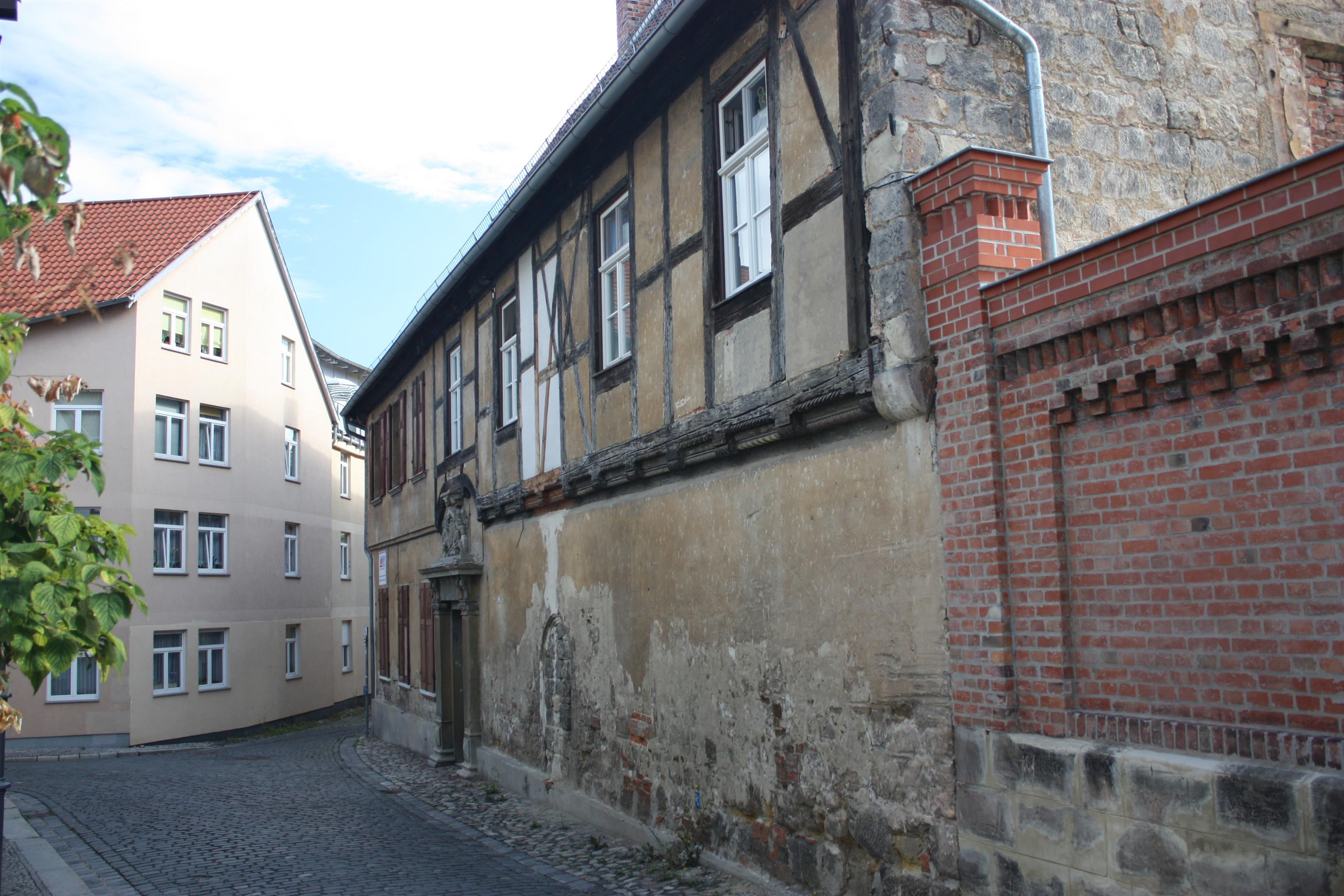
Wohnhaus

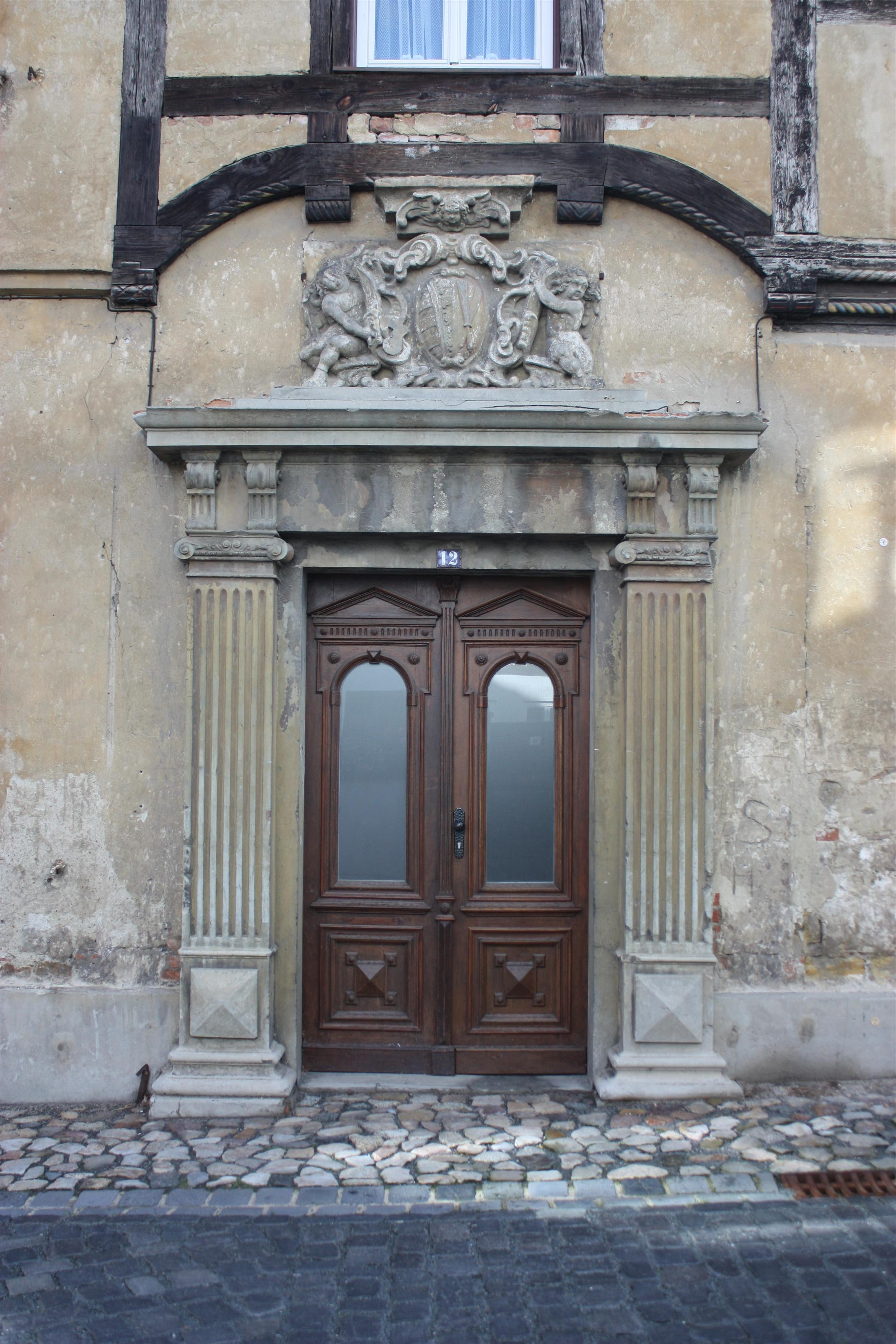
Portal

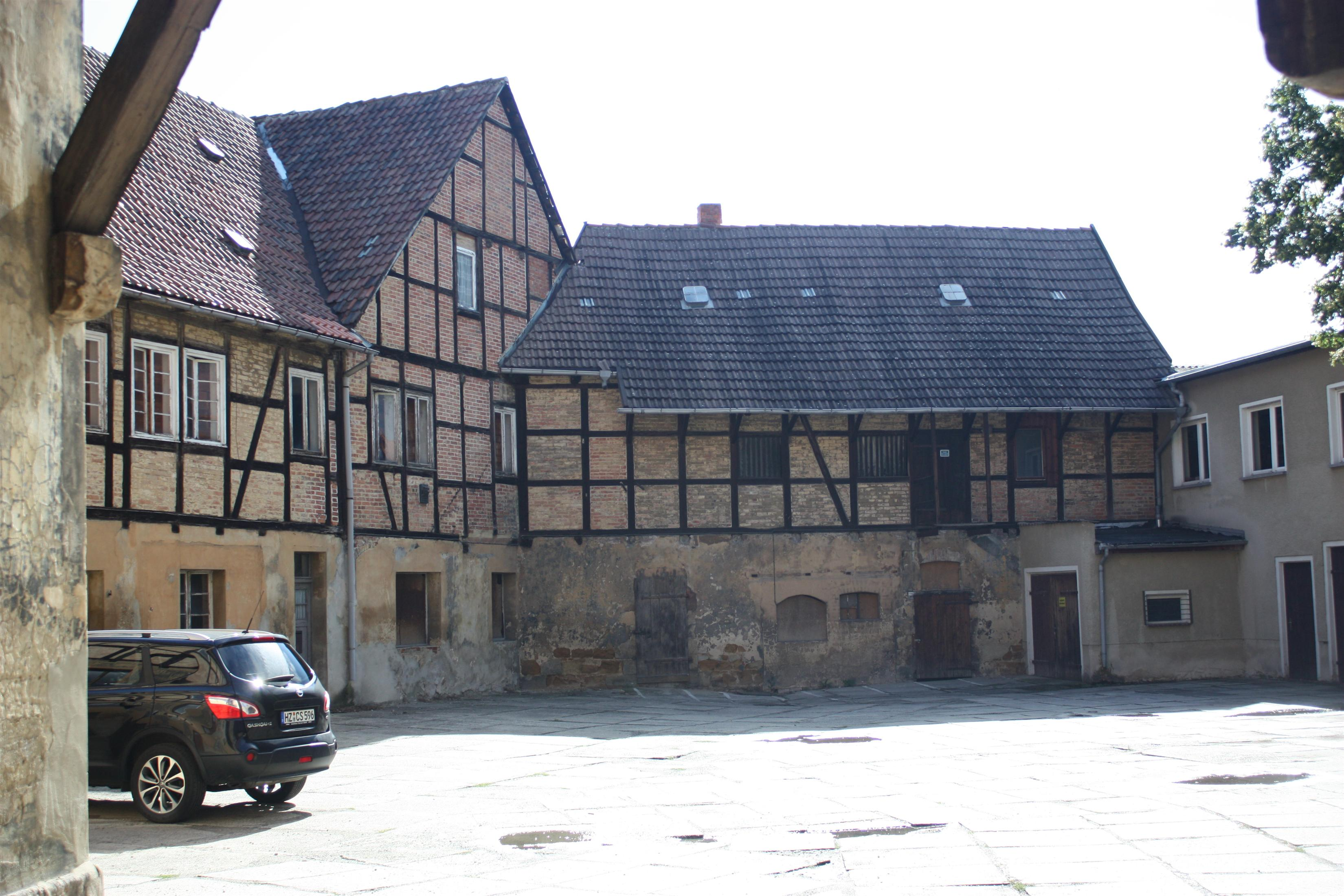
Hof

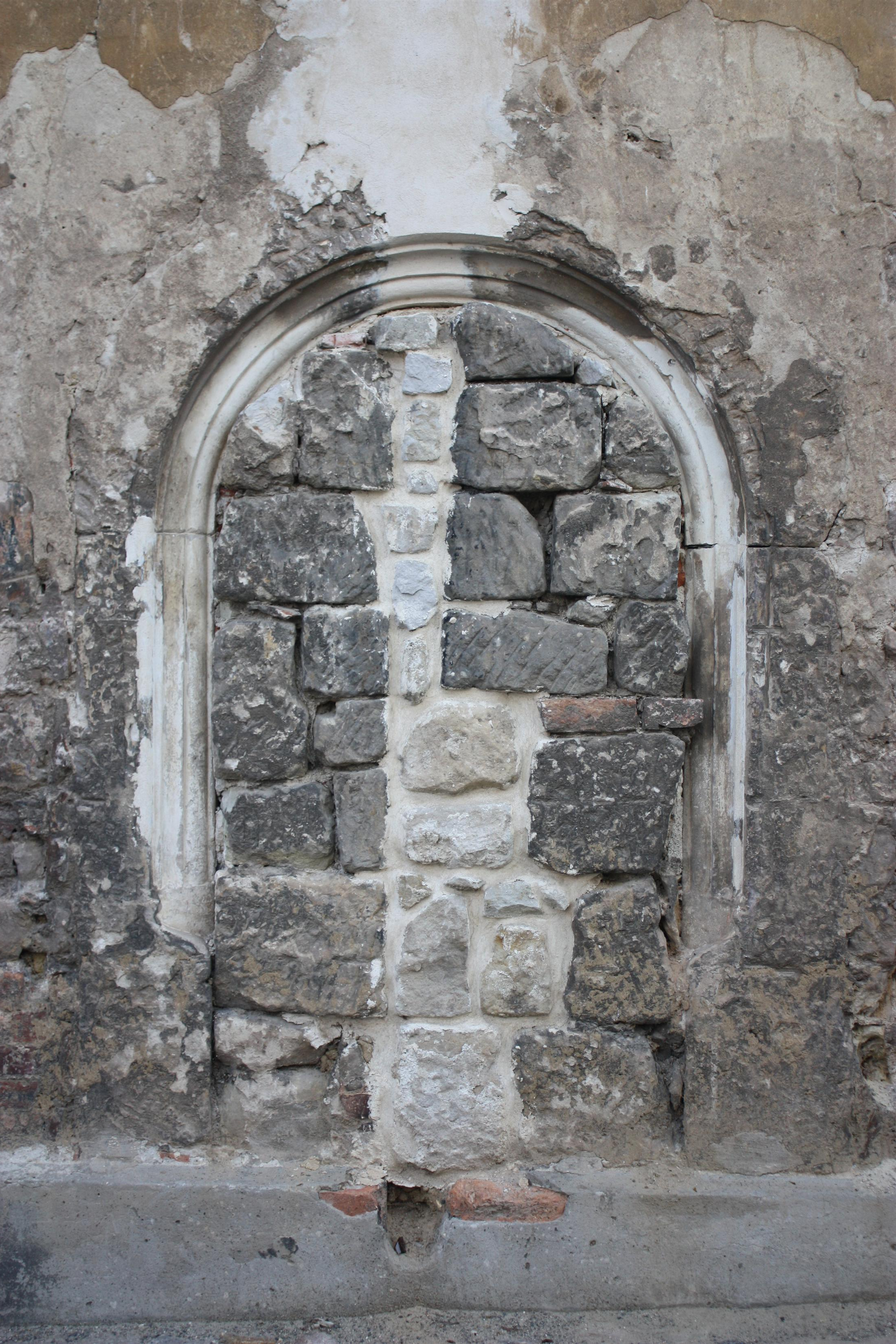
Vermauertes Portal

Das Anwesen Lange Gasse 12 ist eine denkmalgeschützte Hofanlage in Quedlinburg in Sachsen-Anhalt.

## Lage
Das im Quedlinburger Denkmalverzeichnis als Wohnhaus eingetragene Gebäude befindet sich am östlichen Rand des Quedlinburger Stadtteils Westendorf unterhalb des Schlossbergs. Es gehört zum UNESCO-Weltkulturerbe.

## Architektur und Geschichte
Der Hof entstand als Freihof. Das Wohnhaus stammt in seinem Kern aus der Zeit um 1620 und wurde im oberen Geschoss aus Fachwerk und im Erdgeschoss aus Bruchstein errichtet. Das Fachwerk weist straßenseitig die Figur des Ganzen Manns auf. Die Stockschwelle ist mit Taustäben verziert. Um 1880 entstanden unter Verwendung älterer Bauteile ein Erweiterungsbau sowie das Portal. Oberhalb des so in der Gründerzeit gebauten Hauseingangs befindet sich eine barocke Wappenkartusche. Neben dem Eingang ist ein vermauertes Portal aus der Renaissancezeit zu erkennen. Auf dem Hof stehen an der Nord- und Ostseite aus dem 18. und 19. Jahrhundert stammende einfache zweigeschossige Fachwerkgebäude.
Die Grundstückseinfriedung besteht aus einer mit Pfeilern versehenen Backsteinmauer.